# 門洛巴斯 (加利福尼亞州)
門洛巴斯（英語：Menlo Baths）是位於美國加利福尼亞州莫多克縣的一個非建制地區。該地的面積和人口皆未知。

## 地理
門洛巴斯的座標為41°15′57″N 120°05′52″W / 41.26583°N 120.09778°W，而該地的平均海拔高度為1398米（即4587英尺）。